# آرابو
آرابو (بالأرمنية: Արաբօ)‏، 1863–1893)، ولد باسم أراكل أفيديسيان، كان فدائيًا أرمنيًا شهيرًا (مقاتلًا من أجل الحرية) في أواخر القرن التاسع عشر، وكان من أوائل الفدائيين.
ولد آرابو في قرية كورتيس (إقليم بدليس). درس في مدرسة دير أراكيلوتس في موش. وابتداءً من أواخر ثمانينيات القرن التاسع عشر، قاد الجماعات الفدائية الأرمينية من ساسون ودارون. وفي عام 1892، اعتقلته السلطات التركية وحكم عليه بالسجن لمدة 15 عامًا، لكنه هرب من السجن واستأنف أنشطة الفدائيين. ومن عام 1889، عاد إلى القوقاز عدة مرات لمواصلة نشاطه الفدائي. لقد شارك في مؤتمر حزب الطاشناق الأول في عام 1892. في ربيع عام 1893، عاد إلى بلاده من كارس لمساعدة المتمردين من ساسون لكنه قُتل في نفس العام خلال معركة مع العصابات الكردية على الطريق من هنيس إلى موش (أرمينيا الغربية) مع رفاقه الأربعة.

## روابط خارجية
- سيرة عربو باللغة الروسية